# Hiob (Potiomkin)
Hiob, imię świeckie: Jakow Pietrowicz Potiomkin (ur. 11 lipca?/22 lipca 1752 w Nichołażu, zm. 16 marca?/28 marca 1823) – rosyjski biskup prawosławny.
W młodości służył w szlacheckim korpusie piechoty, z którego odszedł w stopniu porucznika. W 1779 w tajemnicy przed rodziną złożył wieczyste śluby mnisze w jednym z monasterów Mołdawii, zaś w 1784 w Jassach został wyświęcony na hieromnicha. Od roku następnego był igumenem monasteru Zaśnięcia Matki Bożej w Gorodiszczu. W 1789 otrzymał godność archimandryty.
27 lutego 1793 miała miejsce jego chirotonia na biskupa teodozyjskiego i mariupolskiego, wikariusza eparchii jekaterynosławskiej. Od 1796 do 1812 był arcybiskupem mińskim i wołyńskim. W okresie sprawowania przez niego urzędu rezydencja prawosławnego biskupa mińskiego oraz konsystorza została przeniesiona do Mińska ze Słucka, duchowny zreorganizował również administrację eparchii na wzór obowiązujący w Rosyjskim Kościele Prawosławnym. Przeprowadził szereg remontów świątyń i cmentarzy w eparchii.
Od 1812 do swojej śmierci w 1823 był biskupem jekaterynosławskim. Za surowe traktowanie podległego mu duchowieństwa był upominany przez Świątobliwy Synod Rządzący, co jednak nie skłoniło go do zmiany postępowania. Pochowany w domu letnim biskupów jekaterynosławskich w Samarze pod Jekaterynosławiem.